# Ueda Takuma
Pour les articles homonymes, voir Takuma.
Ueda Takuma, est le président de la Ligue communiste révolutionnaire du Japon (faction marxiste révolutionnaire) (kakumaru-ha). Ueda Takuma est un pseudonyme .
Quand Kuroda Kan'ichi, président du parti, prend sa retraite en 1996, Ueda Takuma est alors élu comme son successeur ,. Il apparait ouvertement pour la première fois lors d'une conférence de presse au siège des éditions de la Kakumaru-ha.
En 2017, la police japonaise fouille les appartements d'Ueda et de plusieurs dirigeants du parti, sous prétexte d'avoir délivré des documents privés contrefaits, saisissants de nombreux documents .
À la suite de ce raid, le département de police métropolitain et la police de la Préfecture de Kanagawa, ont annoncé avoir découvert le véritable nom d'Ueda Takuma, qui serait "Hiroshi Nitta", et son âge (70 ans), ce que la Ligue a aussitôt réfuté .